# Ufficio di sanità marittima, aerea e di frontiera
Gli Uffici di sanità marittima, aerea e di frontiera (noti anche con l'acronimo: USMAF), sono uffici periferici del Ministero della salute della Repubblica Italiana che si occupano del controllo sanitario su passeggeri e merci che transitano attraverso i punti d'ingresso transfrontalieri.
Gli Uffici sono situati nei maggiori porti ed aeroporti nazionali al fine di prevenire il rischio di importazione di malattie dall'estero. Il principale compito istituzionale degli USMAF è la vigilanza igienico-sanitaria su mezzi, merci e persone di provenienza extra-UE, anche se si possono espletare anche attività sanitarie diverse (ad es. prestazioni di medicina legale per i naviganti, vaccino-profilassi per i viaggiatori). 

## Organizzazione
Gli USMAF sono 12, suddivisi a loro volta in varie Unità territoriali, da cui dipendono e che coprono tutto il territorio nazionale. Questa l'attuale dislocazione:
- Genova, con le seguenti Unità territoriali: Savona, Imperia, La Spezia;
- Milano Malpensa, con le seguenti Unità territoriali: Torino Caselle, Bergamo Orio al Serio;
- Trieste, con la seguente Unità territoriale: Venezia;
- Bologna, con la seguente Unità territoriale: Ravenna;
- Livorno, con la seguente Unità territoriale: Pisa;
- Fiumicino, con le seguenti Unità territoriali: Civitavecchia, Roma;
- Napoli, con le seguenti Unità territoriali: Salerno, Cagliari, Porto Torres;
- Pescara, con la seguente Unità territoriale: Ancona;
- Bari, con le seguenti Unità territoriale: Manfredonia, Taranto;
- Brindisi;
- Catania, con le seguenti Unità territoriali: Messina, Siracusa, Augusta, Comiso, Reggio Calabria, Gioia Tauro;
- Palermo, con le seguenti Unità territoriali: Porto Empedocle, Trapani.